# Jeffrey Combs

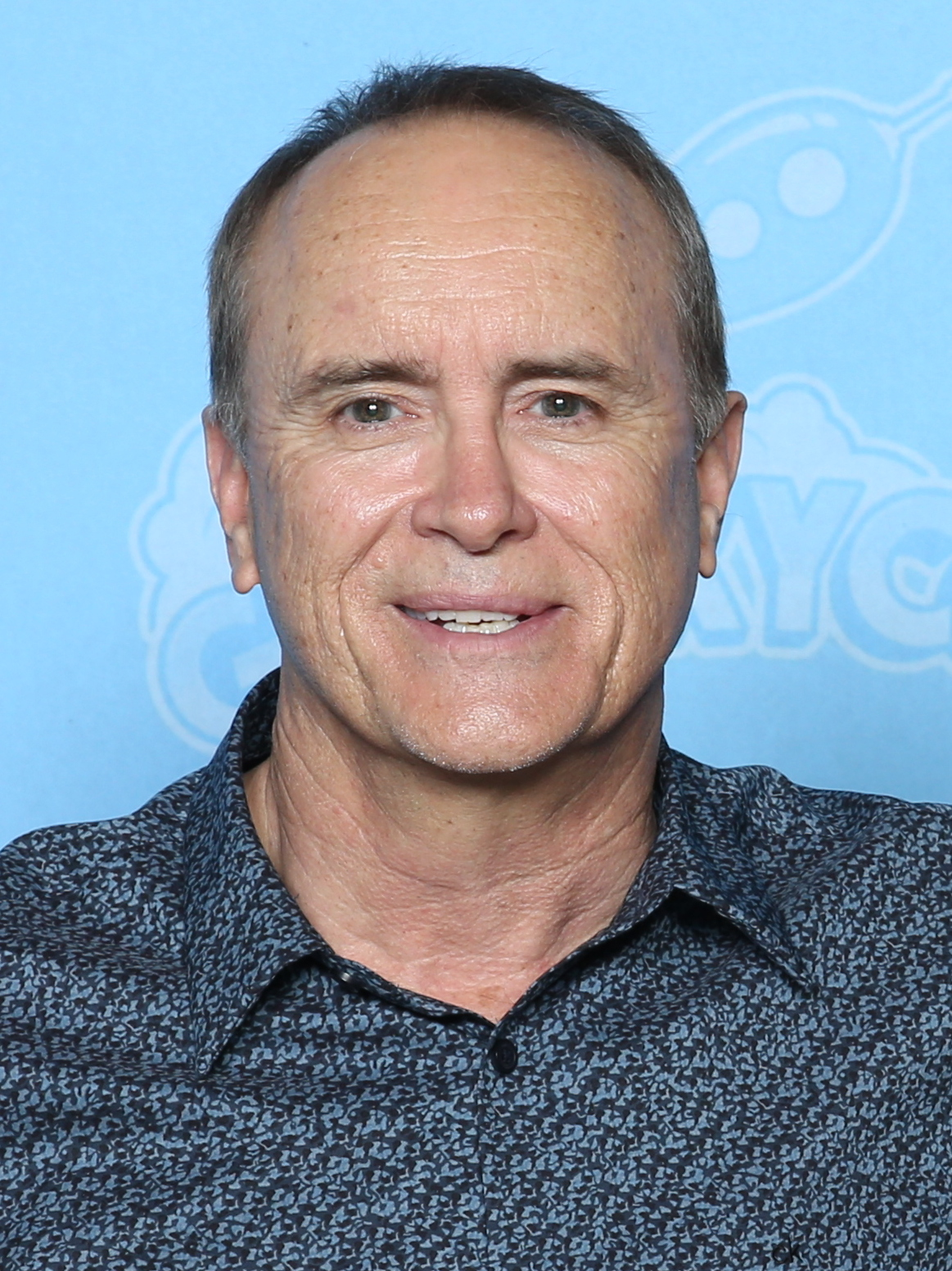
Jeffrey Combs (2022)

Jeffrey Alan Combs (* 9. September 1954 in Oxnard, Kalifornien) ist ein US-amerikanischer Schauspieler. Er gilt als einer der bekanntesten amerikanischen Horrorfilm-Schauspieler. Seine bekanntesten Rollen sind die des Dr. Herbert West im Klassiker Re-Animator und dessen Fortsetzungen sowie seine verschiedenen Rollen im Star-Trek-Universum.

## Leben
Jeffrey Combs war ursprünglich schon bei Raumschiff Enterprise – Das nächste Jahrhundert für die Rolle des Commander William Riker vorgesehen, schied allerdings bei den Castings gegen Jonathan Frakes aus und sollte von den Produzenten für andere Serien berücksichtigt werden.
Combs ist einer der wenigen Star-Trek-Darsteller, die nicht nur in mehr als einer Serie zu sehen sind, sondern zudem in ein und derselben Serie unterschiedliche Rollen spielten. So spielte er den Vorta namens Weyoun und den Ferengi Brunt in Star Trek: Deep Space Nine. Dies hatte zur Folge, dass er zum Ende der Serie in der Folge In den Wirren des Krieges in beiden Rollen zu sehen war. Allerdings spielte er bereits in seiner ersten Star-Trek-Rolle den Händler Tiron und war in der Rolle von Mulkahey als Mensch und somit ohne Maske zu sehen. Auch in einer Folge von Star Trek: Raumschiff Voyager war er als Norcadianer Penk zu sehen. In Star Trek: Enterprise spielte er den andorianischen Commander Shran und den Ferengi-Raumpiraten Krem in einem Einzelauftritt. Außerdem lieh er in Star-Trek: Lower Decks der künstlichen Intelligenz Agimus seine Stimme. In Babylon 5 spielt er in Folge 16 der ersten Staffel einen Psi-Agenten.
Combs wirkte in der Fernsehserie 4400 – Die Rückkehrer in 15 Episoden in der Rolle des Kevin Burkhoff mit. Zudem verkörperte er Edgar Allan Poe in der Masters-of-Horror-Episode The Black Cat.
Im „one-man“-Theaterstück Nevermore … an Evening with Edgar Allan Poe im The Steve Allen Theater in Hollywood spielte Combs die einzige Rolle. Im Bühnenstück von Stuart Gordon verkörperte er im März 2012 erneut Edgar Allan Poe. Combs spielte seinen Alter Ego Dr. Herbert West auch in der Musical-Version des Stuart-Gordon-Films Re-Animator.
1991 und 1997 wurde er für den Saturn Award nominiert.

## Filmografie (Auswahl)
Filme
- 1981: Da steht der ganze Freeway Kopf (Honky Tonk Freeway)
- 1981: Ist das nicht mein Leben? (Whose Life Is It Anyway?)
- 1982: The Horror Star (Frightmare)
- 1983: Der Mann mit zwei Gehirnen (The Man with Two Brains)
- 1985: Re-Animator
- 1986: From Beyond – Aliens des Grauens (From Beyond)
- 1987: Underground Werewolf (Cellar Dweller)
- 1987: Cyclone
- 1988: The Phantom Empire
- 1989: Bride of Re-Animator
- 1990: Robot Jox – Die Schlacht der Stahlgiganten (Robot Jox)
- 1991: Meister des Grauens (The Pit and the Pendulum)
- 1991: Mutronics – Invasion der Supermutanten (Guyver)
- 1991: Trancers II
- 1992: Doctor Mordrid
- 1993: Fortress – Die Festung (Fortress)
- 1994: Shocking Fear (Lurking Fear)
- 1994: H.P. Lovecraft’s: Necronomicon
- 1994: Love and a .45
- 1995: Castle Freak
- 1996: Marilyn – Ihr Leben (Norma Jean & Marilyn, Fernsehfilm)
- 1996: The Frighteners
- 1998: Ich weiß noch immer, was du letzten Sommer getan hast (I Still Know What You Did Last Summer)
- 1999: Haunted Hill (House on Haunted Hill)
- 2000: Faust: Love of the Damned
- 2001: The Attic Expeditions
- 2002: FearDotCom
- 2003: Beyond Re-Animator
- 2005: Voodoo Moon
- 2005: All Souls Day: Dia de los muertos
- 2005: Sharkman – Schwimm um dein Leben (Sharkman, Fernsehfilm)
- 2006: Abominable
- 2007: The Wizard of Gore
- 2007: Haunted Hill – Die Rückkehr in das Haus des Schreckens (Return to House on Haunted Hill)
- 2008: Parasomnia
- 2011: Die Hexen von Oz (Dorothy & the Witches of Oz)
- 2011: Night of the Living Dead 3D: Re-Animation
- 2012: Tödliches Spiel – Would You Rather? (Would You Rather)
- 2013: The Penny Dreadful Picture Show
- 2014: Suburban Gothic
- 2014: Beethoven und der Piratenschatz (Beethoven’s Treasure Tail)
- 2015: Die Kunstschule des Grauens (Art School of Horrors)

- 2024: Stream

Fernsehserien
- 1987: Die Schöne und das Biest (Beauty and the Beast, Folge 1x04)
- 1988: Jake und McCabe – Durch dick und dünn (Jake and the Fatman, Folge 1x15)
- 1991: Hunter (Folge 7x13)
- 1991: Flash – Der Rote Blitz (The Flash, Folge 1x16)
- 1991: Alles Okay, Corky? (Life Goes On, Folge 3x08)
- 1994: Babylon 5 (Fernsehserie, Folge 1x17 – Die Untersuchung)
- 1994–1999: Star Trek: Deep Space Nine unter anderem als Weyoun (32 Folgen), Ferengi Brunt und Tiron
- 1996: Ein Single kommt immer allein (The Single Guy, Folge 2x07)
- 1999: Das Netz – Todesfalle Internet (The Net, Folge 1x16)
- 2000: Star Trek: Raumschiff Voyager (Star Trek: Voyager, Folge 6x15)
- 2000: Martial Law – Der Karate-Cop (Martial Law, Folge 2x20)
- 2001–2005: Star Trek: Enterprise, als  Thy’'lek Shran und der Ferengi Krem (11 Folgen)
- 2003: She Spies – Drei Ladies Undercover (She Spies, Folge 1x17)
- 2003: CSI: Den Tätern auf der Spur (CSI: Crime Scene Investigation, Folge 4x06)
- 2005–2007: 4400 – Die Rückkehrer (The 4400, 15 Folgen)
- 2007: Masters of Horror (Folge 1x11)
- 2008: Cold Case – Kein Opfer ist je vergessen (Cold Case, Folge 5x13)
- 2014: Criminal Minds (Folge 9x12)
- 2015: Gotham (2 Folgen)

## Deutsche Synchronsprecher
Da Jeffrey Combs keinen festen Stammsprecher in Deutschland hat, ist die Liste
seiner Stimmen sehr umfangreich.
U.a. wurde er von Hans-Jürgen Dittberner, Gudo Hoegel (Re-Animator Rolle: Herbert West), Peter Reinhardt (Neusynchronisation der Rolle des Herbert West), Christian Tramitz, Wolfgang Jürgen (Herbert West), Boris Tessmann, Oliver Mink, Torsten Michaelis, Claus Brockmeyer, Klaus-Dieter Klebsch, Tobias Lelle, Udo Schenk (Herbert West), Leon Boden, Joscha Fischer-Antze, Holger Mahlich, Bernd Schramm, Thomas Rauscher, Wolff von Lindenau, Frank Röth und Dirk Talaga synchronisiert.